# فوتبال ۶ نفره

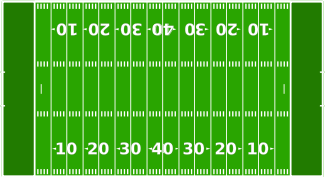
نمایی از زمین بازی استاندارد فوتبال ۶ نفره

فوتبال ۶ نفره (به انگلیسی: Six-man football) زیرشاخه ای از دسته ورزش‌های فوتبال آمریکایی است. پیدایش این ورزش به ایالات متحده ی آمریکا باز می گردد. در این ورزش هر تیم به جای ۱۱ بازیکن، دارای ۶ بازیکن می‌باشد . 